# Christian Papendick
Christian Papendick (* 3. September 1926 in Königsberg i. Pr.; † 14. Mai 2022 in Hamburg) war ein deutscher Architekt, Schriftsteller und Fotograf. Freiberuflich widmete er sich der Garten- und Landschaftsarchitektur. Er lebte zuletzt in Hamburg.

## Leben
Bereits in früher Jugend wurde Papendick von Alfred Partikel, einem Maler der Kunstakademie Königsberg, mit der Malerei bekannt gemacht. Begegnungen mit Richard Birnstengel auf der Kurischen Nehrung im Jahre 1939 bestärkten seinen Wunsch, Maler zu werden. Mit einer Agfa-Box fertigte er seine ersten Fotos an.
Nach dem Zweiten Weltkrieg fand sich seine Familie in Lüneburg wieder, wo Papendick seine ersten Bilder verkaufen konnte. Als er beim Verkauf der Bilder nach Hamburg kam, erwuchs in der zerstörten Stadt sein Wunsch, Architekt zu werden. Nach einer Maurerlehre – kriegsbedingt konnte er kein Abitur machen – besuchte er ab 1949 die Hochschule für bildende Künste Hamburg. Nachdem er 1954 die Diplomprüfung bestanden hatte, wurde er von Ernst May in sein Büro bei der Neuen Heimat aufgenommen. 1960 machte er sich selbstständig. Die Malerei rückte zugunsten der Fotografie in den Hintergrund. Seine Bilder dokumentieren die reale Welt und illustrieren seine Bücher.
Papendick ist ein Neffe von Gertrud Papendick. Er verstarb 95-jährig in Hamburg.

## Ausstellungen
- electric 2000 bei Planten un Blomen (1967)

## Bücher
- mit Albrecht Leuteritz: Die Kurische Nehrung: Landschaft zwischen Traum und Wirklichkeit. Husum Druck- und Verlagsgesellschaft, Husum 1997, ISBN 978-3-88042-745-7.
- mit Albrecht Leuteritz: Sylt: Insel zwischen Sturm und Stille. Husum Druck- und Verlagsgesellschaft, Husum 2005, ISBN 978-3-89876-200-7.
- mit Gertrud Papendick und Albrecht Leuteritz: Der Norden Ostpreussens: Land zwischen Zerfall und Hoffnung. Eine Bilddokumentation 1992-2008. Husum Druck- und Verlagsgesellschaft, Husum 2009, ISBN 978-3-89876-232-8.

## Auszeichnungen
- Kulturpreis der Landsmannschaft Ostpreußen für Publizistik (2011)[1]